# Biosteres laevigatus
Biosteres laevigatus är en stekelart som först beskrevs av Forster 1862.  Biosteres laevigatus ingår i släktet Biosteres och familjen bracksteklar. Inga underarter finns listade.